# Albert Grégoire
Pour les articles homonymes, voir Grégoire.
Albert Grégoire (1865-1949), juriste, fut député au Reichstag allemand de 1907 à 1911 pour la circonscription de Metz.

## Biographie
Albert Grégoire naît le 9 mai 1865 à Perl, en Sarre, dans une famille originaire de Lorraine. Après des études au lycée de Metz, il suit des cours de droit à l'Université de Heidelberg de 1884 à 1886, puis à Berlin jusqu'en 1888. Albert Grégoire passe l'examen du barreau. Il effectue son service militaire à Metz au 13e régiment de dragons schleswigois-holsteinois, devenant officier de réserve de la Landwehr-Kavallerie. En janvier 1894, Albert Grégoire s'installe comme avocat à Metz. Avocat en vue du barreau de Metz, il ne cache pas ses sympathies pour le régime impérial. Lors d'une visite impériale, il n'hésite pas à recevoir deux des fils de Guillaume II, dans sa maison neuve de la Neue Stadt, sise sur le Kaiser-Wilhelm-Ring.
En 1907, il est élu député au Reichstag allemand pour la circonscription de Metz (Wahlkreis Reichsland Elsaß-Lothringen 14 Metz). Au Reichstag, il est apparenté au groupe national-libéral du Sarrebruckois Bassermann. En 1911, il approuve naturellement le projet de constitution de l'Alsace-Lorraine. À partir de 1912, Albert Grégoire est nommé vice-président de la première chambre du Landtag d'Alsace-Lorraine, où il siègera jusqu'en 1918. En 1913, il reçoit le titre de conseiller de justice. Puis il dirige, jusqu'en 1918, un cabinet d'avocats à Thionville.
Albert Grégoire décédera le 6 décembre 1949 à Sarrebruck.

## Sources
- Reichstags-Handbuch, Wahlperiode 1907, Bd.: 12. Legislaturperiode, Berlin, 1907.
- Notices d'autorité :   - VIAF
  - GND